# Michael Holm
Michael Holm, né Lothar Bernhard Walter le 29 juillet 1943 à Stettin  Allemagne  est un chanteur de schlager, musicien, compositeur et producteur de musique allemand.

## Biographie
Après la guerre, avec sa sœur jumelle Mechthild, il arrive à Erlangen où il reste jusqu'à son abitur.
À 15 ans, il forme son premier groupe. Il chante tout de suite du schlager. Il sort ses premiers disques au début des années 1960. Son premier succès a lieu en 1962 avec Lauter schöne Worte, mais le premier grand arrive en 1969 avec l'adaptation allemande de Mendocino de Sir Douglas Quintet.
Il collabore et devient ami avec Giorgio Moroder, à qui il dédie la chanson Giorgio und ich. Par le duo Spinach (Épinards), ils publient quelques titres et un album. Il compose la musique du film d'horreur La Marque du diable.
En 1973, il participe au concours de sélection pour l'Eurovision. En 1975, il écrit Ein Lied kann eine Brücke sein interprétée par Joy Fleming qui représente l'Allemagne.
Dans les années 1970, avec Kristian Schultze, il monte le projet Cusco (de), qui est nommé pour la troisième fois aux Grammy Awards en 2004, après avoir publié une vingtaine d'albums.
Dans les années 1980, en froid avec les maisons de disque, il fait moins de scène et devient producteur, notamment de Lisa Nemzo (de) pour Metronome Records (de). Dans les années 1990, il produit l'album Danke! de Guildo Horn et relance le schlager. Sa chanson Mendocino devient un chant des supporters du FC Sankt Pauli.

## Discographie

### Albums
- 1970: Auf der Straße nach Mendocino
- 1970: Mendocino
- 1970: Mademoiselle Ninette
- 1971: Michael Holm
- 1972: Meine Songs
- 1973: Stories
- 1975: Wenn ein Mann ein Mädchen liebt
- 1976: Zwei Gesichter
- 1977: Poet der Straße
- 1978: Labyrinth
- 1979: El Lute
- 1980: Halt mich fest
- 1981: Im Jahr der Liebe
- 2004: Liebt Euch!
- 2007: Mal die Welt
- 2010: Holm 2011

## Source, notes et références
- (de) Cet article est partiellement ou en totalité issu de l’article de Wikipédia en allemand intitulé « Michael Holm » (voir la liste des auteurs).